# Кейв Джонсон
Кейв Джонсон — вигаданий персонаж серії ігор Portal, вперше представлений у відеогрі Portal 2 2011 року. Його озвучує американський актор Дж. К. Сіммонс, а створений він частково дизайнером Portal 2 Еріком Волпау. На нього посилається ім'я користувача комп'ютера у Portal і він опосередковано з'являється у Portal 2. Джонсон служить гідом для гравця-персонажа Челл, коли вона досліджує покинуту частину Aperture Science, хоча всі його повідомлення попередньо записані ще до подій ігор Portal.

## Концепт та створення
Кейв Джонсон був створений Еріком Волпау та озвучений Дж. К. Сіммонсом. Він описується як «ексцентричний мертвий мільярдер» і «екстраверт, ентузіаст і самовпевнений». Він був засновником і генеральним директором Aperture Science. Спочатку його розглядали як головного героя Portal 2, де гравці мали контролювати його, поки він був замкнений у комп'ютері. Однак ця ідея була відкинута. Пізніше вони уявляли собі Кейва Джонсона як головного антагоніста, але від цієї ідеї також відмовилися. Про цю ідею стало відомо завдяки витоку цитат персонажа.
Джонсона ще з часів Portal уявляли як «індустріального, білого хлопця з Півдня», який контрастував би з «стерильним» і «політкоректним» характером Aperture Science. Хоча ідея персонажа зазнала кількох змін під час розробки, вибір Дж. К. Сіммонса допоміг закріпити персонаж. Зображення Кейва Джонсона з'являються протягом усієї Portal 2, і хоча Valve використовувала кастинг, щоб спробувати знайти когось для використання шаблоном, вони обрали свого провідного аніматора, Білла Флетчера, для обличчя Кейва.
Попри порівняння Кейва з Ендрю Райаном, багатим промисловцем, який створив вигадане підводне місто Вознесіння у BioShock, Волплау стверджує, що вони не брали до уваги цього персонажа при створенні Кейва.

## Появи
Єдина повноцінна поява Кейва Джонсона відбулася у відеогрі Portal 2 2011 року, після того, як його ім'я згадувалося в першій грі Portal у 2007 році. Актор озвучення Джонсона, Дж. К. Сіммонс, озвучував оригінальні репліки для різних трейлерів до Portal 2, в тому числі на виставці PAX East у 2011 році.
Кейв Джонсон не з'являється безпосередньо в Portal 2, але його зображення можна побачити на картинах, а його голос можна почути в заздалегідь записаних повідомленнях, коли Челл подорожує покинутими частинами Aperture Science. Ці повідомлення пояснюють, куди потрапила головна героїня, а також деяку передісторію компанії. У цих попередньо записаних повідомленнях його іноді супроводжує або згадує його особиста помічниця, жінка на ім'я Керолайн. Разом з просуванням Челл закинутими частинами комплексу, згідно з повідомленнями, компанія та сам Джонсон почали занепадати. Джонсон зрештою захворів на смертельну хворобу після отруєння пилом місячного каміння, що використовувалось для створення перетворювального гелю. Кейв почав обговорювати перспективу помістити людський мозок всередину комп'ютера. Він зауважив, що якщо це не вдасться здійснити до моменту його смерті, Керолайн має стати головною, за необхідності примусово. Врешті гравець дізнається, що GLaDOS, яка контролює весь тестовий курс Aperture Science, базується на особистості Керолайн.
Дж. К. Сіммонс повернувся до ролі у Lego Dimensions, і його голос можна почути у світі пригод і на бонусному рівні Portal 2. У своєму образі з Lego Dimensions Кейв Джонсон помістив власну свідомість у Ядро Особистості.
У 2022 році Сіммонс знову зіграв роль Кейва Джонсона для технологічної демонстрації Steam Deck — Aperture Desk Job. Дія гри відбувається через кілька років після того, як тіло Кейва померло, але його особистість була імплантована у гігантський комп'ютер, укладений у кам'яну скульптуру його власної голови.